# Gustav A. Knauer
Gustav A. Knauer, geboren als Karl Adolf Gustav Knauer (* 30. Oktober 1886 in Berlin; † 12. Juni 1950 ebenda), war ein deutscher Filmarchitekt, einer der schaffensfreudigsten Szenenbildner des deutschen Kinos zwischen 1919 und 1945.

## Leben und Wirken
Knauer erhielt seine berufliche Ausbildung zum Theatermaler an der Akademie in seiner Heimatstadt Berlin und arbeitete anschließend als Angestellter für die größte Berliner Theaterausstatterfirma, den Hoflieferanten Hugo Baruch & Cie. 1911 stieß Gustav Knauer zur Produktionsfirma von Oskar Messter. Dort begann er seine Karriere als Assistent und Hilfsarchitekt. Der Erste Weltkrieg unterbrach seine Tätigkeit für das Kino.
1919 begann Knauer bei der Deutschen Bioscop als Chefarchitekt zu arbeiten. Seine ersten Kulissen waren bei mehreren Dramen des schwedischen Regisseurs Nils Chrisander zu sehen. In dem kommenden Vierteljahrhundert stattete Knauer weit über 150 Filme für die unterschiedlichsten Produktionsfirmen aus, darunter zahlreiche einfach gestaltete Lustspiele, Krimis und Romanzen. Zu seinen wichtigeren Arbeiten gehören Urban Gads Hanneles Himmelfahrt sowie einige populäre Filme mit Volksstückcharakter wie Das Veilchen vom Potsdamer Platz. 1920 und 1935 belieferte er mit seinen Dekos aber auch einige der ersten Karl-May-Verfilmungen: Die Todeskarawane und Durch die Wüste. Bei Kriegsende 1945 zog sich Knauer vom Film zurück. Ein geplantes Comeback wurde 1950 durch seinen Tod vereitelt.

## Filmografie
- 1919: Cagliostros Totenhand
- 1919: Die weißen Rosen von Ravensberg
- 1920: Die Todeskarawane
- 1920: Klatsch
- 1921: Das Geheimnis der Santa Margherita
- 1921: Im Kampf um Diamantenfelder
- 1922: Hanneles Himmelfahrt
- 1922: Tingeltangel
- 1922: Felicitas Grolandin
- 1923: Der Mitternachtszug
- 1923: Vineta
- 1924: Königsliebchen
- 1924: Die Brigantin von New York
- 1924: Die Venus vom Montmartre
- 1925: Götz von Berlichingen zubenannt mit der eisernen Hand
- 1925: Zigano, der Brigant vom Monte Diavolo
- 1925: Der Bastard
- 1925: Das Geheimnis der alten Mamsell
- 1925: Der Trödler von Amsterdam
- 1925: Der Bankkrach Unter den Linden
- 1925: Briefe, die ihn nicht erreichten
- 1926: Die Försterchristl
- 1926: Die Mühle von Sanssouci
- 1926: Das süße Mädel
- 1926: Die elf Schill’schen Offiziere
- 1926: Die versunkene Flotte
- 1926: Gauner im Frack
- 1927: Da hält die Welt den Atem an
- 1927: Irrwege der Liebe
- 1927: Feme
- 1927: Funkzauber
- 1927: Das gefährliche Alter
- 1927: Gehetzte Frauen
- 1927: Leichte Kavallerie
- 1928: Don Juan in der Mädchenschule
- 1928: Liebfraumilch
- 1928: Liebe im Kuhstall
- 1928: Aus dem Tagebuch eines Junggesellen
- 1929: Die Frau, die jeder liebt, bist Du!
- 1929: Die Halbwüchsigen
- 1929: Der Hund von Baskerville
- 1929: Jugendsünden
- 1929: Ja, Ja, die Frau’n sind meine schwache Seite
- 1929: Besondere Kennzeichen
- 1929: Mutterliebe
- 1929: Hütet Euch vor leichten Frauen
- 1929: Der Teufelsreporter
- 1929: Geheimpolizisten
- 1929: Auf Leben und Tod
- 1930: Der Liebesmarkt
- 1930: Pariser Unterwelt
- 1930: Zeugen gesucht
- 1930: Lumpenball
- 1931: Bobby geht los
- 1931: Schützenfest in Schilda
- 1931: Strohwitwer
- 1932: Der Geheimagent
- 1932: Rasputin
- 1932: Jonny stiehlt Europa
- 1932: Paprika
- 1932: Die Herren vom Maxim
- 1933: Salon Dora Green
- 1933: Johannisnacht
- 1933: Das Lied der Sonne
- 1933: Das lustige Kleeblatt
- 1933: Konjunkturritter
- 1934: Der Fall Brenken
- 1934: Abenteuer eines jungen Herrn in Polen
- 1934: Pipin der Kurze
- 1934: Besuch am Abend
- 1934: Blutsbrüder
- 1934: Der Schlafwagenkontrolleur
- 1935: Liebesleute
- 1935: Die letzte Fahrt der Santa Margareta
- 1935: Durch die Wüste
- 1936: Stjenka Rasin
- 1936: Der geheimnisvolle Mister X
- 1936: Das Veilchen vom Potsdamer Platz
- 1936: Susanne im Bade
- 1937: Togger
- 1937: Abenteuer in Warschau
- 1937: Heimweh
- 1937: Meine Freundin Barbara
- 1938: Monika - Eine Mutter kämpft um ihr Kind
- 1938: Rätsel um Beate
- 1938: Anna Favetti
- 1938: Frauen für Golden Hill
- 1938: Marietta (Mariquilla Terremoto)
- 1938: Der Barbier von Sevilla (El barbero de Sevilla)
- 1939: Die fremde Frau
- 1939: Rheinische Brautfahrt
- 1939: Tip auf Amalia
- 1939: Seitensprünge
- 1940: Der Sündenbock
- 1940: Das himmelblaue Abendkleid
- 1941: Am Abend auf der Heide
- 1941: Die Kellnerin Anna
- 1941: Sein Sohn
- 1942: Liebeskomödie
- 1942: Ein Walzer mit Dir
- 1942: Fahrt ins Abenteuer
- 1943: Wildvogel
- 1943: Der Meisterdetektiv
- 1944/49: Ruf an das Gewissen
- 1944/50: Glück muß man haben